# Franz Friedrich Altmann

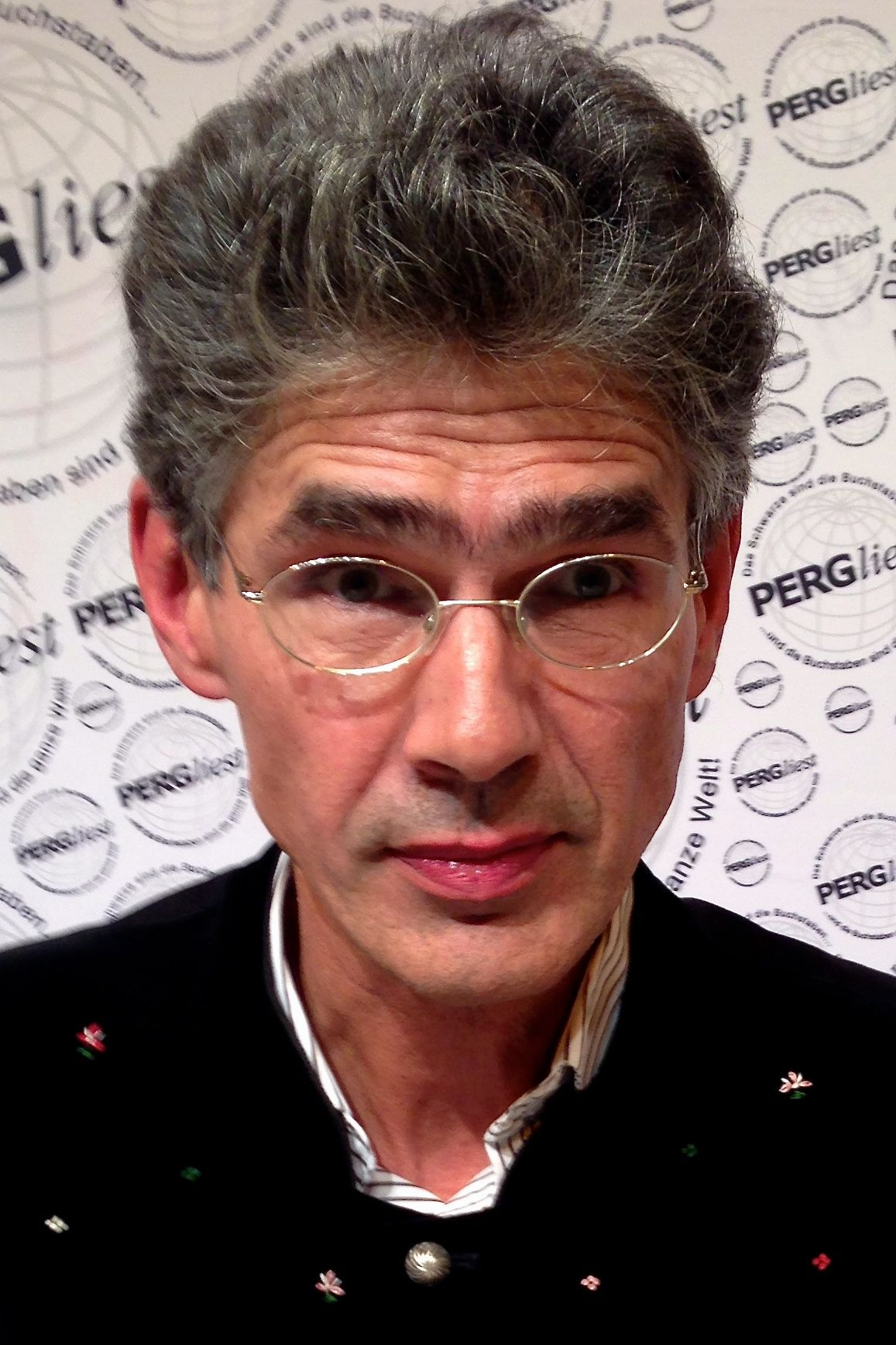
Franz Friedrich Altmann (2014)

Franz Friedrich Altmann (* 25. März 1958 in Hagenberg im Mühlkreis) ist ein österreichischer Autor und Drehbuchautor.

## Leben und Wirken
Altmann lebt in St. Leonhard bei Freistadt und ist Verfasser von im Mühlviertel spielenden Kriminalromanen, Theaterstücken und Drehbüchern. Für die Gruppe Wahn & Witz schrieb er in den 1980er-Jahren Kabarett-Texte für sechs Kabarettprogramme.

## Werke
- Turrinis Nase, Kriminalroman, Leykam, Graz 2009 (gebunden), 2011 (Taschenbuch), ISBN 978-3-7011-7742-4.[4]
- Turrinis Herz, Kriminalroman, Leykam, Graz 2010 (gebunden), 2013 (Taschenbuch), ISBN 978-3-7011-7727-1.[5]
- Turrinis Bauch, Kriminalroman, Haymon, Innsbruck und Wien 2012, ISBN 978-3-85218-732-7.[6]
- Turrinis Jagd, Kriminalroman, Haymon, Innsbruck und Wien 2013, ISBN 978-3-7099-7044-7.[7]
- Turrinis Leber, Kriminalroman, Haymon, Innsbruck und Wien 2015, ISBN 978-3-7099-7172-7.[8]
- Turrinis Hirn, Kriminalroman, Haymon, Innsbruck und Wien 2018, ISBN 978-3-7099-3446-3.[9]
- Turrinis Zunge, Kriminalroman, Haymon, Innsbruck und Wien 2022, ISBN 978-3-7099-7944-0.[10]

Turrini ist hier der Name des Hundes der Journalistin Mag. Gudrun (Gucki) Wurm, die bei der (in der Realität längst nicht mehr bestehenden) Wochenzeitung Mühlviertler Nachrichten arbeitet.